# Rick Mahorn
Derrick Allen „Rick” Mahorn (ur. 21 września 1958 r. w Hartford) – amerykański koszykarz, środkowy, mistrz NBA, zaliczony do drugiego składu najlepszych obrońców NBA, trener, koszykarski analityk radiowy.

## Osiągnięcia
Włochy
- Zdobywca Pucharu Koracia (1992)[3]

NBA
- Mistrz NBA (1989)[1]
- Wicemistrz NBA (1988)[1]
- Wybrany do II składu defensywnego NBA (1990)[2]

Trenerskie
- 2–krotny mistrz WNBA jako asystent trenera (2006, 2008)[4]
- Wicemistrz WNBA jako asystent trenera (2007)[4]